# Olsker

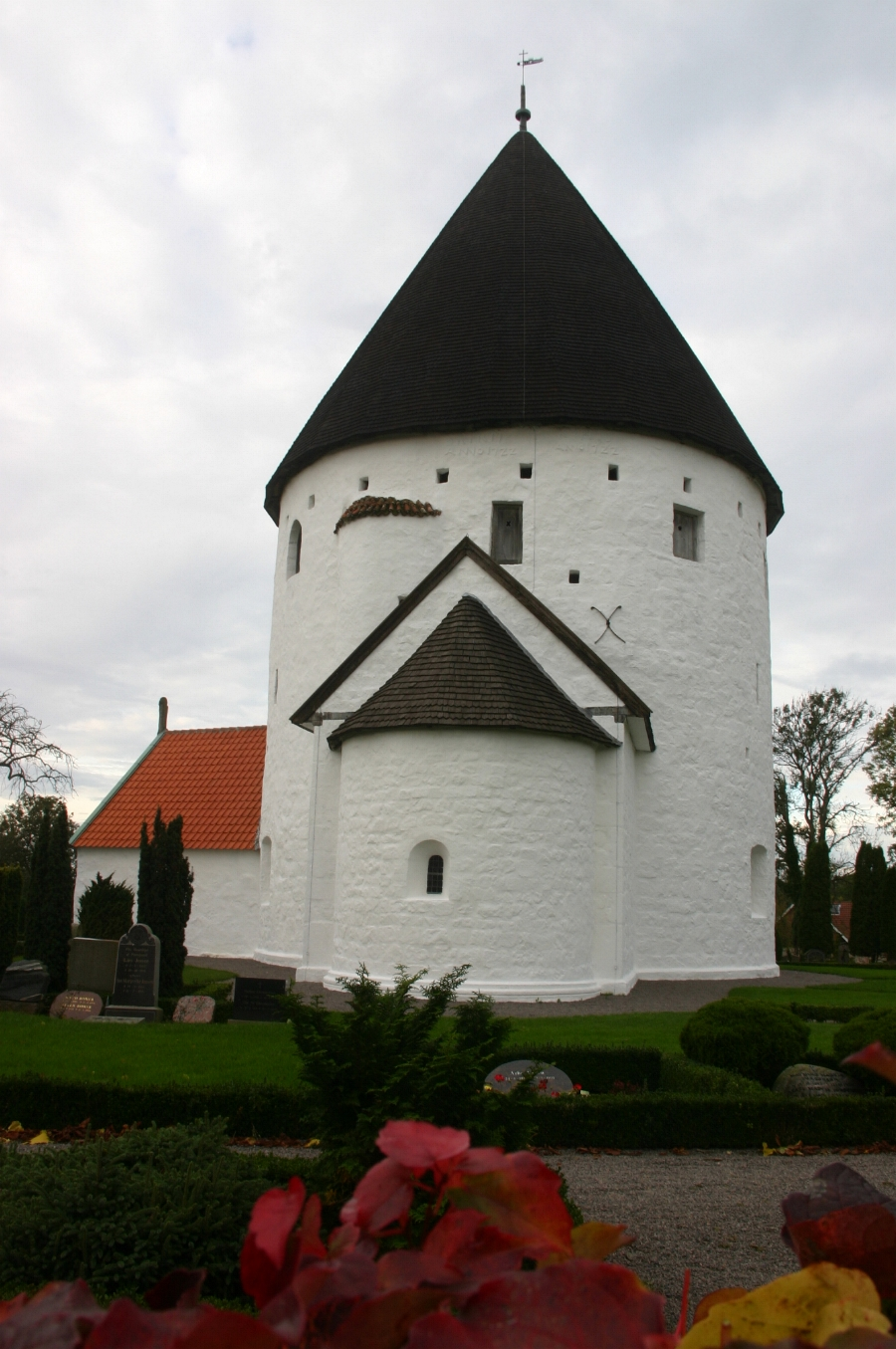
Olsker körtemploma

Olsker körtemplomáról nevezetes település Dániában, Bornholm szigetén.

## Körtemplomok Dániában
A Dániában található hét körtemplom közülük négy Bornholm szigetén található (Østerlars, Nylars, Olsker, Nyker temploma), ezek egyike Olskerben van. Ezek a dániai szigeteken épült körtemplomok általában nagyobb méretűek a magyarországi körtemplomoknál.

## Külső hivatkozások
- A körtemplomokról szóló cikk
- A templomosok szigete: Bornholm - a körtemplomokról Archiválva 2007. május 5-i dátummal a Wayback Machine-ben
- The churches of the Middle Ages[halott link], bornholm.info (angol)